# 约瑟芬·霍姆格伦
约瑟芬·霍姆格伦（瑞典語：Josefine Holmgren，1993年4月11日—），瑞典女子冰球运动员，场上位置是后卫。她曾代表瑞典国家队参加2014年冬季奥林匹克运动会冰球比赛，获得第4名。